# Apokaliptyczna wizja Syna Człowieczego
Apokaliptyczna wizja Syna Człowieczego – objawienie jakiego miał doznać św. Jan Apostoł, które zostało opisane w jego Apokalipsie. Było to w czasie, gdy Jan został zesłany na wyspę Patmos prawdopodobnie za panowania cesarza Domicjana. Wizja ta dotyczy zmartwychwstałego i wniebowziętego Jezusa Chrystusa, podobnego do Syna Człowieczego. Fragment ten stanowi jedyny opis fizyczny Jezusa w całej Biblii, choć należy zwrócić uwagę, iż nie jest to jego dosłowne przedstawienie.

## Treść objawienia

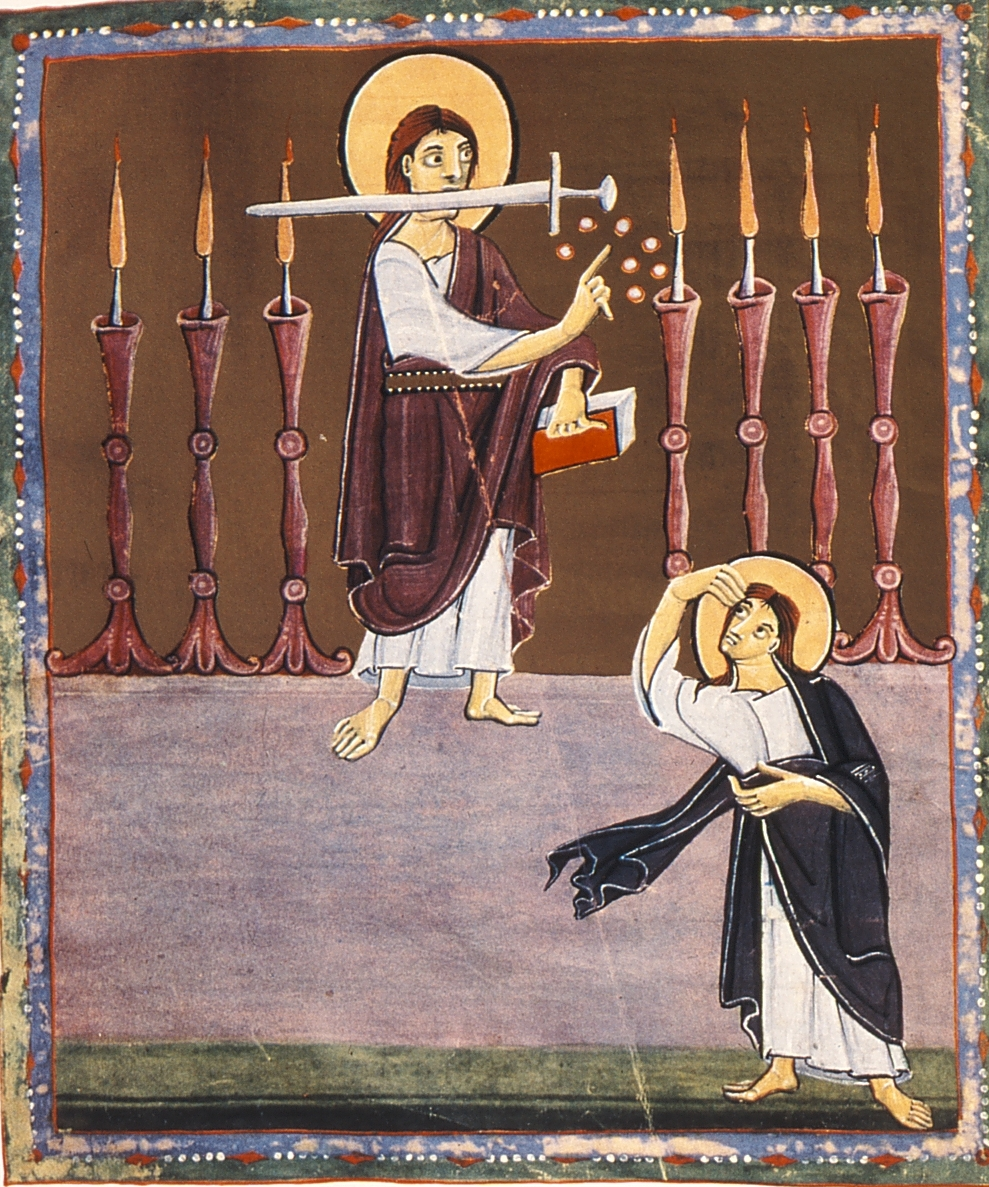
Ilustracja z Apokalipsy bamberskiej przedstawiająca Syna Człowieczego na tle świeczników

Doznałem zachwycenia w dzień Pański i posłyszałem za sobą potężny głos jak gdyby trąby mówiącej: «Co widzisz, napisz w księdze i poślij siedmiu Kościołom: do Efezu, Smyrny, Pergamonu, Tiatyry, Sardów, Filadelfii i Laodycei». I obróciłem się, by widzieć, co za głos do mnie mówił; a obróciwszy się, ujrzałem siedem złotych świeczników, i pośród świeczników kogoś podobnego do Syna Człowieczego, obleczonego [w szatę] do stóp i przepasanego na piersiach złotym pasem. Głowa Jego i włosy – białe jak biała wełna, jak śnieg, a oczy Jego jak płomień ognia. Stopy Jego podobne do drogocennego metalu, jak gdyby w piecu rozżarzonego, a głos Jego jak głos wielu wód. W prawej swej ręce miał siedem gwiazd i z Jego ust wychodził miecz obosieczny, ostry. A Jego wygląd – jak słońce, kiedy jaśnieje w swej mocy. Kiedym Go ujrzał, do stóp Jego upadłem jak martwy, a On położył na mnie prawą rękę, mówiąc: «Przestań się lękać! Jam jest Pierwszy i Ostatni i żyjący. Byłem umarły, a oto jestem żyjący na wieki wieków i mam klucze śmierci i Otchłani

## Odniesienia do innych fragmentów Biblii
Niektóre zwroty z pierwszego rozdziału są również użyte w rozdziale dziewiętnastym, aby opisać Jeźdźca na Białym Koniu. W obu miejscach postacie mają wypływający z ust miecz, oraz „oczy jak płonący ogień”. Uderzające jest również podobieństwo między wizjami odnoszącymi się do Syna Człowieczego Jana i proroka Daniela ze Starego Testamentu.

Oto stał pewien człowiek ubrany w lniane szaty, a jego biodra były przepasane czystym złotem, a ciało zaś jego było podobne do tarsziszu, jego oblicze do blasku błyskawicy, oczy jego były jak pochodnie ogniste, jego ramiona i nogi jak błysk polerowanej miedzi, a jego głos jak głos tłumu.

## Interpretacje
Protestancki teolog William Hendriksen wyraził opinię, że widzenie Jana przedstawia symbolicznie opisanego Jezusa przychodzącego aby oczyścić swój Kościół.

### Szczegółowe odniesienia

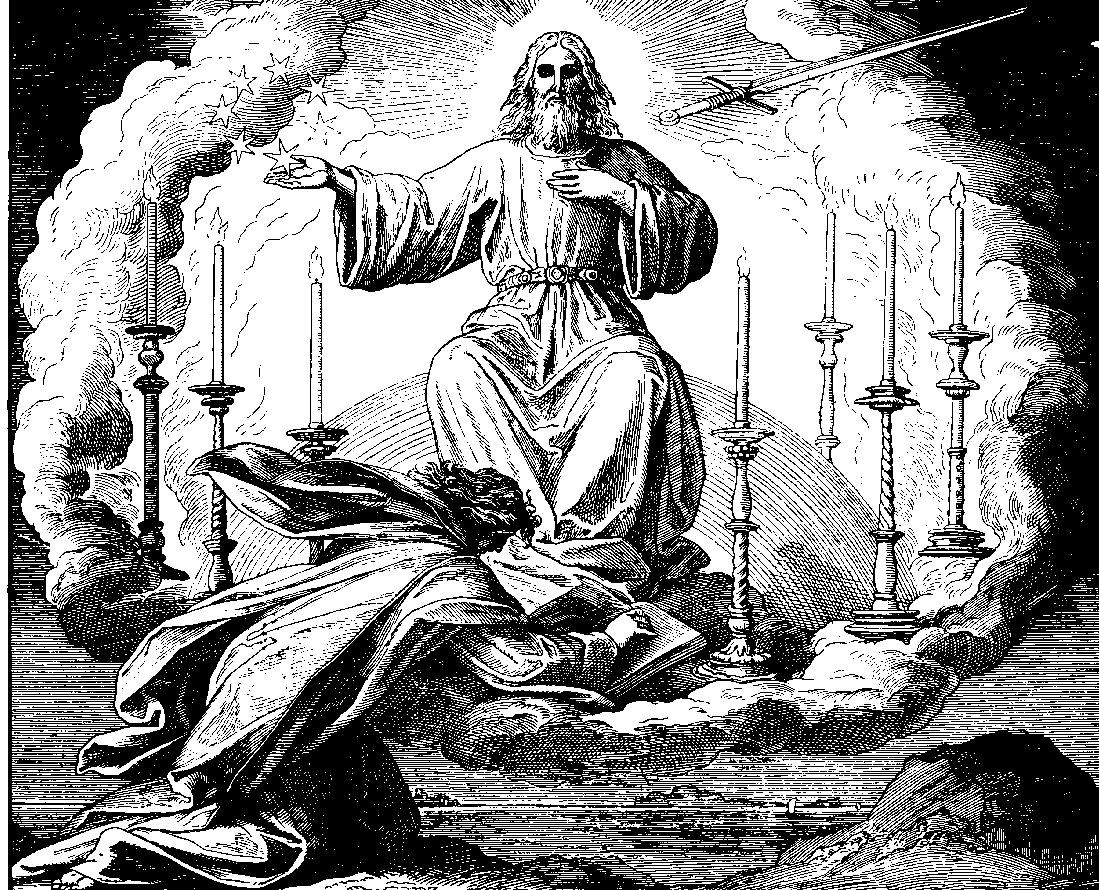
"Wizja Jana z Patmos" autorstwa niemieckiego malarza Juliusa Schorra z 1860 roku

- Siedem złotych świeczników – menora używana w Namiocie Spotkania i świątyni
- Szata i złoty pas – przypominają oficjalny strój żydowskiego Arcykapłana[6]
- Białe włosy – wizerunek tak zwanego Chrystusa Starotestamentowego z siódmego rozdziału Księgi Daniela sugeruje mądrość i siłę wieku[7]
- Oczy jak płomień ognia – są zdolne przeniknąć każde serce i każdy ukryty zakamarek[5]
- Stopy podobne do metalu – potęga i stabilność[8], zdolne do deptania swych wrogów
- Głos wielu wód – siła wodospadu[8]
- Siedem gwiazd w prawej ręce – odniesienie do gromady gwiazd Plejad[6] z trzydziestego ósmego rozdziału Księgi Hioba, gdzie Hiob pyta Boga "Czy połączysz gwiazdy Plejad? Czy rozluźnisz więzy Oriona?"[9]. Prawa ręka może być tu interpretowane jako źródło mocy i ochrony.
- Obosieczny miecz wychodzący z ust – słowo boże zdolne zarówno niszczyć jak i tworzyć[6]
- Wygląd niczym słońce – odniesienie do Przemienienia na górze Tabor[10]